# 무스카트주

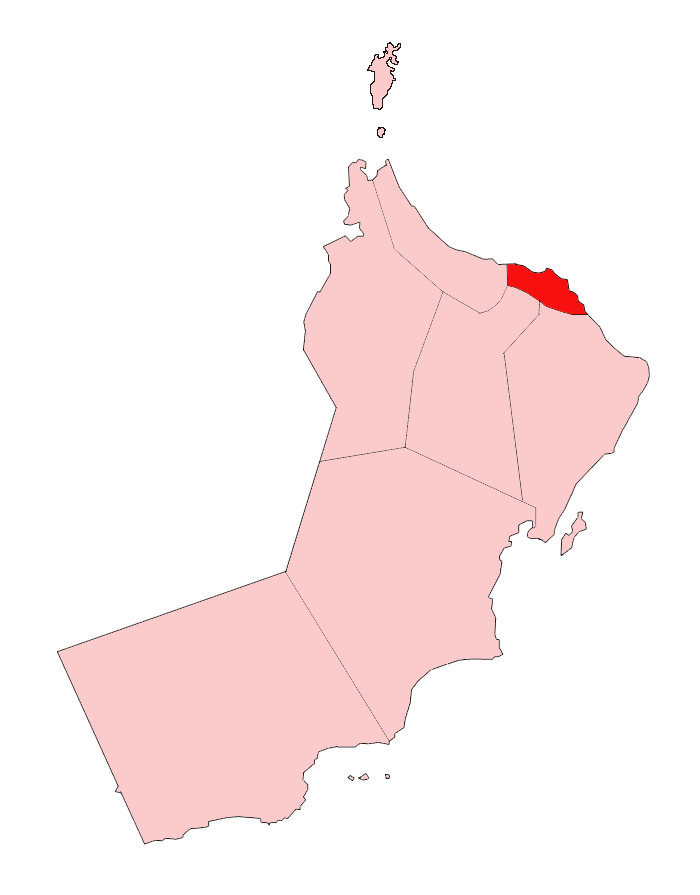
무스카트주의 위치

무스카트주(아랍어: محافظة مسقط)는 오만 북부에 위치한 주로 주도는 오만의 수도인 무스카트이며 인구는 632,073명(2003년 기준), 면적은 3,500km2이다. 서쪽으로는 남바티나주, 남서쪽으로는 다킬리야주, 남쪽으로는 북동부주, 남동쪽으로는 남동부주, 북쪽으로는 오만만과 접한다. 6개 구를 관할한다.